# محمد العبد الله

## حياته
محمد العبدالله هو ممثل ومقدم برامج خريج بكالوريوس علوم وخريج معهد فنون مسرحيه قسم تمثيل واخراج. من أحدث أعمال الممثل مشاركته في مسلسل غيوم 2023.

## أعماله

### المسلسلات
| سنة الإنتاج | اسم المسلسل     | الشخصية      | بمشاركة                                                                                      |
| ----------- | --------------- | ------------ | -------------------------------------------------------------------------------------------- |
| 2021        | وش تبي بس       |              | - فيصل العيسى - محمد الشدوخي - فهد بن سالم - نجود أحمد - عبدالرحمن نافع                      |
| 2021        | إسعاف           | مدرب بالنادي | - شجاع نشاط - حسين اليحيى - نايف الظفيري - محمد الشارخ - ندى الشهري - مريم عبدالرحمن         |
| 2021        | ربع نجمة        |              | - طارق الحربي - مشعل المطيري - دريعان الدريعان - فوز عبدالله - عبدالله الزهراني - مديحة أحمد |
| 2022        | سندس            | طارق         | - إلهام علي - فيصل العمري - سارة اليافعي - عبدالرحمن نافع - آلاء - إيمان الغربي              |
| 2022        | مشراق           |              | - راشد الشمراني - خالد فراج - علي الحميدي - سعيد صالح - عبدالله عسيري - فيصل الدوخي          |
| 2022        | مالي شغل بالسوق | ضيف شرف      | - شبيب الخليفة - فاطمة الشريف - عجيبة الدوسري - جيهان الحربي - إيلاف عثمان - سمية عبدالوهاب  |
| 2022        | السند           | زيد          | - هاني مقبل - تميم معتوق - عبدالله النجاشي - عبد الله حزام - هيثم الخولي                     |
| 2022        | الصدمة 4        | شاب          | - عبدالفتاح فرج الله - إيمان سالم - بهاء الخطيب                                              |
| 2023        | غيوم            |              | - عمر الدغيري - تميم المعتوق - غنيم الغنيم                                                   |

## وصلات خارجية
- محمد العبدالله على موقع IMDb

## حياته
ولد محمد العبد الله في قرية الخيام جنوب لبنان سنة 1946. ونال إجازة في الفلسفة من جامعة بيروت العربية في العام 1973، وشهادة الكفاءة في الأدب العربي من كلية التربية – الجامعة اللبنانية، ودبلوم الدراسات المعمقة في الأدب العربي 1975. وعلى شهادة السوربون في العام 1977.
لمع اسمه حينما فازت قصيدته «بيروت» بجائزة الشعراء في المهرجان الشعري في الجامعة اللبنانية. عرف بأنه يساري الفكر، مُقرب من منظمة العمل الشيوعي.
مارس الصحافة في صحف ومجلات عديدة منها: السفير، النهار العربي والدولي، الموقف العربي، المستقبل، كما قدم بعض الأعمال الإذاعية.
توفي في 23 آذار من العام 2016 في بيروت، بعد معاناة مع المرض.

## كتاباته
أصدر العبد الله العديد من الأعمال السردية والشعرية، منها:

### شعر
- رسائل الوحشة - 1979[7]
- بعد ظهر نبيذ أحمر … بعد ظهر خطأ كبير - (شعر – قصص) 1981[8]
- جموع تكسير - 1983
- تانغو - 1987
- بعد قليل من الحب، بعد الحب بقليل - 1996[9]
- قمر الثلج على النارنج - 1998[10]
- حال الحور - 2008[11]
- قصائد بيروت - 2010
- بلا هوادة - 2010

### سرد
- حبيبتي الدولة (تغريبة روائية) - 1986[12]
- البيجاما المقلمة (قصص) - 1996[13]
- كيفما اتفق (نصوص) - 1998
- لحم السعادة (نصوص) - 2000
- الله معك سيدنا يليها دخلك يا حكيم (مسرحيتان) - 2010[14]
- ألف ومئة وأحد وعشر يوماً في بيروت (سيناريو سينما) - 2010
- أعمال الكتابة - 2015 (يضم بين دفتيه نماذج ونصوصاً من قصائد العبد الله التي تتوزع بين المحكية والفصحى، والتي حول بعضها إلى أغنيات وأناشيد كل من مرسيل خليفة وأميمة الخليل وأحمد قعبور وجاهدة وهبي وسامي حواط وعلي نصار وهاني سبليني وعبود السعدي)[15]

## وصلات خارجية
- محمد العبد الله شاعر الحياة بمرارة وسخرية
- محمد العبد الله مهندس القصيدة والكلمات

- الشّاعر اللبناني محمد العبد الله: إننا مضطرون الآن لحريّتنا كلّها